# Christie Laing
Christie Laing (Vancouver, Colúmbia Britànica, 10 d'abril del 1985) és una actriu canadenca. és coneguda pel seu paper de Carly Diggle a Arrow i de Marian a Once Upon a Time.

## Biografia
Laing va créixer a White Rock, Colúmbia Britànica, i abans de ser actriu fou assistenta de vol. La seva ascendència és de Belize i del Regne Unit.

## Filmografia

### Cinema
| Any  | Títol                                              | Paper                | Notes    |
| ---- | -------------------------------------------------- | -------------------- | -------- |
| 2000 | 2gether                                            | 2gether Fan          | TV movie |
| 2004 | Going the Distance                                 | Noia sexy            |          |
| 2004 | Sudbury                                            | Rachel               | TV movie |
| 2006 | Scary Movie 4                                      | La noia de Chingy #2 |          |
| 2006 | Just a Phase                                       | Amy                  | TV movie |
| 2008 | Sea Beast                                          | Erin                 | TV movie |
| 2008 | The Mrs. Clause                                    | Salesgirl            | TV movie |
| 2010 | Tucker & Dale vs. Evil                             | Naomi                |          |
| 2010 | Percy Jackson & the Olympians: The Lightning Thief | Afrodita             |          |
| 2010 | Lying to Be Perfect                                | Tish                 | TV movie |
| 2010 | The Who Cried Werewolf                             | Tiffany Whit         | TV movie |
| 2011 | A Fairly Odd Movie: Grow Up, Timmy Turner!         | Janice               | TV movie |
| 2013 | Nearlyweds                                         | Anna                 | TV movie |
| 2013 | Window Wonderland                                  | Megan                | TV movie |
| 2014 | June in January                                    | Tessa Williams       | TV movie |

### Televisió
| Any          | Títol               | Paper                   | Notes                                                                                         |
| ------------ | ------------------- | ----------------------- | --------------------------------------------------------------------------------------------- |
| 2000         | Freedom             |                         | 1 episodi                                                                                     |
| 2004         | Romeo!              | Marin                   | 1 episodi                                                                                     |
| 2004         | The Days            | Harris                  | 2 episodis: "Day 1,412" (Temporada 1: episodi 1) "Day 1,370: Part 1" (Temporada 1: episodi 5) |
| 2004         | Dead Like Me        | Cheerleader #2          | 1 episodi                                                                                     |
| 2004, 06     | Smallville          | Mindy/Katherine Goodwin | 2 episodis: "Truth" (Temporada 3: episodi 18) "Cyborg" (Temporada 5: episodi 15)              |
| 2005, 06     | Supernatural        | Taylor/Johnson's Demon  | 2 episodis: "Hook Man" (Temporada 1: episodi 7) "Crossroad Blues" (Temporada 2: episodi 8)    |
| 2005, 07     | The 4400            | Isabelle                | 2 episodis: "Mommy's Bosses" (Temporada 2: episodi 12) "The Marked" (Temporada 4: episodi 6)  |
| 2007         | Whistler            | Keltie                  | 1 episodi                                                                                     |
| 2008         | Kyle XY             | Kenzie                  | 1 episodi                                                                                     |
| 2008         | Fear Itself         | Kelly                   | 1 episodi                                                                                     |
| 2009         | The Assistants      | Dona                    | 1 episodi                                                                                     |
| 2010         | Human Target        | Intern                  | 1 episodi                                                                                     |
| 2010         | Tower Prep          | Monitora                | 1 episodi                                                                                     |
| 2012-13      | Arrow               | Carly Diggle            | Temporada 1 (6 episodis)                                                                      |
| 2012         | Primeval: New World | Frosh Leader            | 1 episodi                                                                                     |
| 2013         | Emily Owens, M.D    | Infermera               | 1 episodi                                                                                     |
| 2013-present | Once Upon a Time    | Maid Marian / Zelena    | temporada 2-3 (3 episodis) Temporada 4 (4 episodis)                                           |